# Mitsu Dan

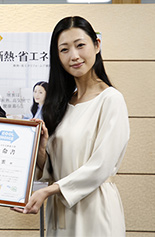
Mitsu Dan, 2017

Mitsu Dan (japanisch 壇 蜜, Dan Mitsu, eigentlich Shizuka Saitō (齋藤 支靜加); * 3. Dezember 1980 in Yokote, Präfektur Akita) ist eine japanische Schauspielerin und Gravure Idol. Sie studierte an der Shōwa Joshi Daigaku (Shōwa Frauenuniversität) in Tokio.
Ihr Debüt, dass sie sogleich in Japan bekannt machte, gab sie 2012 in dem BDSM-Erotik-Psychothriller Be My Slave (Watashi no Dorei ni Narinasai) bekannt, in dem sie eine Sexsklavin spielte. 2014 erhielt sie für ihre Rolle in Sweet Whip, wo sie ein als Sexsklavin arbeitendes, traumatisiertes früheres Vergewaltigungsopfer spielte, den Preis als beste Nachwuchsdarstellerin bei den Japan Academy Film Preisen.
Ihr Filmschaffen umfasst bis 2025 mehr als 40 Produktionen.

## Filmografie (Auswahl)

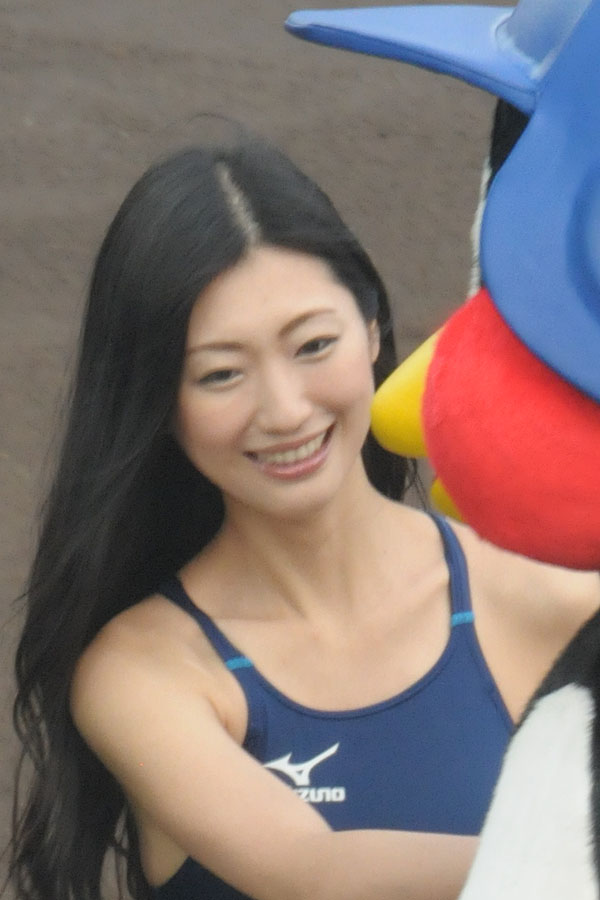
Mitsu Dan, 2013

### Filme
- 2012: Be My Slave (Watashi no Dorei ni Narinasai)
- 2013: Sweet Whip (Amai Muchi)
- 2013: Taishibōkei Tanita Shain Shokudō
- 2013: Figure na Anata
- 2014: Chikyū Bōei Mibōjin
- 2014: Sanbun no Ichi

### Fernsehserien
- 2012: Tokumei Tantei
- 2013: Otenki Onee-san
- 2013: Hanzawa Naoki
- 2014: Hanako to An
- 2014: Coffee-ya no Hitobito
- 2014: Black President
- 2014: Arasa-chan Mushūsei
- 2014: Ore no Dandyism

Auszeichnungen